# Patagones partido
Patagones egy partido Argentína középpontjától keletre, Buenos Aires tartományban. Székhelye Carmen de Patagones.

## Népesség
A partido népessége a közelmúltban a következőképpen változott:
| Év   | Lakosság |
| ---- | -------- |
| 2001 | 27 775   |
| 2010 | 30 207   |